# Кавос, Катерино Альбертович
Катерино Альбертович Ка́вос (при рождении Сальвадор Катарин Кавос, итал. Salvador Cattarin Cavos; 21 октября 1777, Венеция — 28 апреля [10 мая] 1840, Санкт-Петербург) — итальянский и российский композитор, дирижёр, органист и вокальный педагог. Сыграл видную роль в развитии российской культуры.

## Биография
Происходил из венецианской семьи, отец — Альберто Филиппо Кавос — директор театра Ла Фениче (La Fenice) в Венеции (по другим источникам, отец был венецианским хореографом).
Учился у Франческо Бьянки, профессора капеллы св. Марка; в 12 лет сочинил своё первое хоровое произведение — кантату на прибытие императора Леопольда II в Венецию. В 14 лет он, приняв участие в конкурсе и оказавшись лучшим среди нескольких претендентов, был назначен на должность органиста собора Святого Марка, но добровольно уступил эту работу своему сопернику, пожилому человеку, обремененному многочисленным семейством и крайне нуждавшемуся. Этого благородства Кавос не утеряет никогда, и спустя столетия его будут вспоминать не только как великого музыканта, но и как великодушного добропорядочного человека.
В эти годы он сочинял произведения, среди которых получили известность большая кантата по случаю заключения мира в Кампо-Формио (1797 г.), по которому Венеция присоединялась к Австрии, и музыка к балету «Сильфида». Какое-то время молодой музыкант работал репетитором у своего отца при оперной труппе, при этом не оставляя сочинительства. И был приглашен капельмейстером и балетным композитором в Падую, затем работал учителем музыки в Венеции и поступил на должность капельмейстера в труппу Астарити. К этому времени он уже был женат на итальянской оперной певице Камилле Бальони (Baglioni).
О том, как Катерино Кавос попал в Россию, есть несколько версий.
По одной из них, после падения Венецианской республики (1797) Катерино Кавос эмигрировал в Германию. Он уже был известным, хоть и начинающим композитором, когда в 1797, во время пребывания в Германии, он встретил соотечественника антрепренёра Антонио Казасси, содержавшего итальянскую оперу в Петербурге, и, по его приглашению уехав в Россию, поступил там в его труппу капельмейстером, но с 1 апреля 1799 г. стал директором. Музыкальный словарь рассказывает, что в конце 1797 года вся труппа Дженнаро Астарити (или в другом написании Астаритта или Астарита), где работал Кавос, была приглашена в Петербург директором Императорских театров, князем Н. Юсуповым: труппа Итальянской оперы Ж. Астаритты — А. Казасси выступала в Санкт-Петербурге в 1796—1806 гг. (с перерывами). По другим источникам, в Россию он прибыл в 1798 году.
С 1799 (по другим данным, 1797 или 1798) года начинается его деятельность в Санкт-Петербурге, куда он прибыл как капельмейстер итальянской труппы Ж. Астаритты, а его жена Камилла Бальони — как певица этой же. Европейские труппы при императорских театрах в России были недолговечными, император Павел I собственноручно распустил труппу Астарити и ещё несколько, но, правда, она возродились вновь или на их месте оказывались другие, тоже европейские, прибывшие из Европы. Катарино Кавос перешёл во французскую труппу, где сочинил музыку к нескольким опереттам.
Осенью 1798 году были приглашен в русскую труппу императорских театров.

### Во главе оперной труппы
Сразу по восшествии на престол императора Александра I оживилась общественная жизнь в России, которая при Павле I была подавлена; а вместе с её подъёмом оживилась культура, в том числе театральная. Огромную роль в этом подъёме театра играл К. А. Кавос. С 1803 года он был назначен капельмейстером итальянской и русской оперных трупп и одновременно музыкальным педагогом в Петербургском театральном училище. В 1806 году от работы в итальянской труппе он был освобождён, но зато на него было возложено управление всей русской оперой, а кроме того в его обязанность входило сочинение музыки для трёх императорских трупп: русской, итальянской и французской.
В то время, когда во главе русской оперный труппы в Петербурге стоял К. Кавос, там же возглавлял балетную часть — Ш. Дидло. Двум этим выдающимся деятелям во многом обязана Россия в развитии театрального искусства. В их содружестве было поставлено несколько балетов: Кавос сочинял музыку, а Дидло разрабатывал сюжеты и хореографию.
Большую часть работы Кавоса занимала работа с певцами. Он занимался не только с учащимися театральной школы, но отдавал много времени поискам новых талантов и брался сам за их обучение. Большинство певиц и певцов было недостаточно образованно, многие даже не знали нот.
Кавосу принадлежит авторство ряда реформ в русском оперном театре, в частности по его настоянию в 1803 году русская оперная труппа была отделена от драматической.
Сменив в должности главного капельмейстера императорских театров С. И. Давыдова, Кавос принял и работу по редактированию для русской сцены европейских опер. Среди его работ той поры оперы «Les trois sultanes» («Три султанши») и «Les trois bossus» («Три брата-горбуна»), причём опера «Три брата-горбуна» стала первым представлением на русском языке и стояла в репертуаре 20 лет. Совместно с С. Давыдовым они сделали начатый в 1803 году оперный цикл с продолжениями к опере-зингшпиль Фердинанда Кауэра «Дунайская русалка» («Das Donauweibchen») по пьесе «Дунайская нимфа» Карла Генслера. В русской переделке опера называлась «Днепровская русалка»; драматургическая переделка Николая Краснопольского.
В течение 1811—1829 годов Кавос, помимо преподавания в Императорском театральном училище, стал учителем музыки в Смольном институте; в 1821 году он получил там должность инспектора. Преподавал также в Санкт-Петербургском Благородном пансионе, а в 1832 году стал директором всех оперных Императорских оркестров. Его жалованье составляло в 1832 году 21 000 руб.
Весной 1840 года в возрасте 64-х лет Катарино Кавос заболел и впервые получил отпуск и возможность выехать за границу. Но болезнь прогрессировала, воспользоваться отпуском он не успел. 

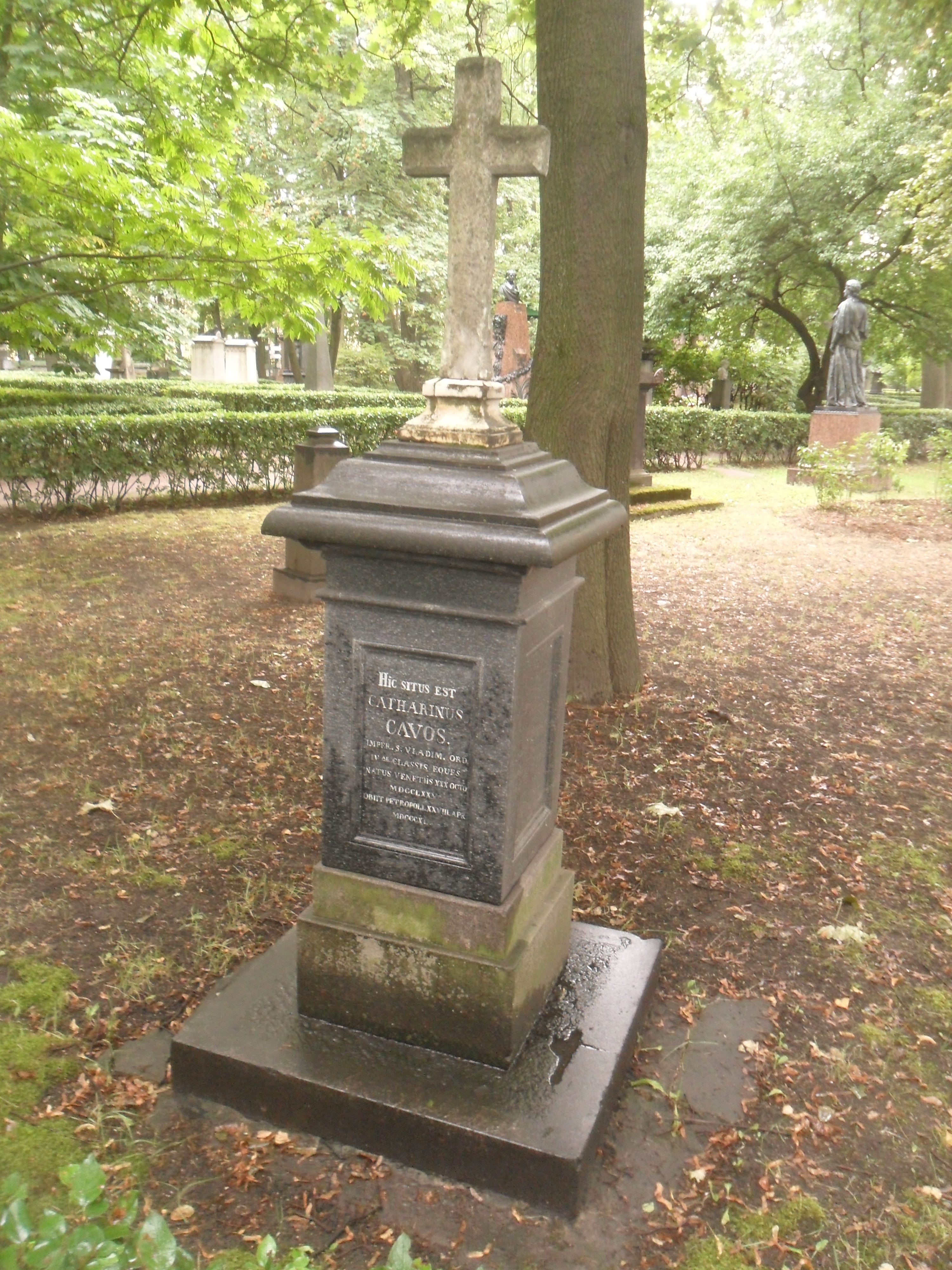
Могила Кавоса в Некрополе мастеров искусств в Санкт-Петербурге.

Катерино Альбертович Кавос умер 28 апреля 1840 года в Санкт-Петербурге. 
В похоронах принимали участие все оперные оркестры, которыми он заведовал; оркестры и певцы исполнили «Реквием» Луиджи Керубини. Отпевание состоялось в Екатерининском костёле, после чего композитора похоронили на Волковском лютеранском кладбище.

## Композиторская деятельность
В течение своей деятельности в России Кавос написал музыку к 32-м русским оригинальным операм и к 6-ти переводным, много водевилей и балетов, кантат, интермедий, полонезов и т. п.. Кавос сочинил до тридцати опер, 6 балетов, очень много водевилей, хоров, песен. Некоторые балеты сочинены Кавосом в сотрудничестве с учениками Туриком, Сушковым и Шелиховым.
Живя в России и всё больше интересуясь её историей, Кавос обратился к национальной русской музыке. Сюжеты в его произведениях все больше и всё чаще приобретают национальный характер. Первой русской оперой Кавоса стала опера «Князь-Невидимка, или Личарда-волшебник» (текст Лифанова, Придворный театр, 1805). Эта опера состояла из шести актов и длилась более семи часов — такая длительность в то время не была чем-то особенным: представления длились долго — они были рассчитаны на праздную аристократическую публику. Первая её постановка прошла 5 мая 1805 года, а через неделю, 12 мая, опера в несколько сокращённом варианте была представлена императорскому семейству, вызвав весьма положительную реакцию. Затем последовали другие произведения, среди которых: «Илья-Богатырь» (либретто Ивана Крылова, постановка 1807 года — этой опере выпала честь быть в течение двадцати лет необходимой принадлежностью всех официальных торжеств), «Добрыня Никитич», «Жар-Птица» (либретто князя Александра Шаховского), «Светлана» и другие. Наряду с работой в опере, Кавос писал музыку и к балетам: «Амур и Психея» (1809), «Ополчение, или Любовь к отечеству» И. Вальберха и Огюста о патриотизме русского народа в Отечественной войне 1812 года (постановка 1813 года) 
Особое место занимает балет «Кавказский пленник, или Тень невесты» где композитор обратился к творчеству великого русского поэта  Александра Пушкина (постановка Ш. Дидло, Большой Каменный театр, Петербург, 1823); в 1827 году постановка прошла в Москве в Большом театре. Кавос является также автором ряда других балетов.
Помимо былинных и сказочных сюжетов предметом его творчества становится и история России. Появляются его оперы: «Крестьяне», поставленная в 1814 году и изображавшая русскую патриотическую готовность умереть за веру и царя; «Сокол князя Ярослава», «Откупщик Бражкин», «Юность Иоанна III», а также опера «Иван Сусанин», которая пользовалась заслуженным успехом и считается лучшей из написанных композитором. Это наиболее значительное произведение Катерино Кавоса. Значение этой оперы очень важно для русской музыкальной истории — она оказалась предтечей нового русского направления и среди прочего одноимённой оперы М. И. Глинки.

### Опера «Иван Сусанин»
Опера «Иван Сусанин» занимает главное место в творчестве Кавоса. Это была первая попытка создания историко-героической русской оперы и потому имеет особое значение. Это двухактная опера; текст был написан князем А. А. Шаховским. Сюжет обращён к реальным событиям в истории России XVII века — подвигу крестьянина Ивана Осиповича Сусанина. Обращение к русской истории было неслучайным — Россия стала для Кавоса второй родиной. «Подвиг крестьянина Ивана Сусанина, который завёл вражеский отряд поляков в непроходимую чащу и погиб, часто эксплуатировался литературой. …победа над Наполеоном всколыхнула народное самосознание, пробудила интерес к собственной истории, победам и поражениям предыдущих войн. К образу героя-аристократа постепенно стал приближаться образ народного героя. Идеально на эту роль подходил Иван Сусанин, народный герой русско-польской войны XVII века», — пишет музыкальный критик Виктор Коршиков, объясняя причины, побудившие обратиться к теме. Опера была поставлена в Петербургском Большом Каменном театре 19 октября 1815 года.
Хотя драматически образы в опере Кавоса были достаточно просты и схематичны, по музыкальной части она делала огромный шаг вперед: впервые была дана развёрнутая полифоническая обработка для хора и оркестра русской народной песни (ария «Не бушуйте, ветры буйные»).
Аналитическому разбору этого произведения Кавоса посвящена статья музыкального исследователя В. Коршикова «Два „Ивана Сусанина“»:

«В хоровой песне крестьян „Не бушуйте, ветры буйные“ чувствуется начало того русского хорового стиля, который был впоследствии использован Глинкой, Римским-Корсаковым и Бородиным и достиг зенита у Модеста Мусоргского. В этом фрагменте были использованы принципы народных подголосков, а басы, которые прежде считались орнаментом для хора, вели основную мелодию. Случай уникальный для начала XIX века. Вообще наиболее яркие исполнения в опере Катерино Кавоса были именно хоровые. <…> Написана была первая русская опера в стиле французской „опера комик“ — диалоги занимали почти столько же места, сколько и музыка. Шаховской изменил финал: его Сусанин не умирает смертью героя, а блуждает с польским отрядом по лесу от дерева к дереву в разных концах сцены и ждёт, когда явится русский отряд, убьёт поляков и освободит его. Сусанин Шаховского сам объясняет свой подвиг односельчанам по ходу дела так: „По лесу с гостями я буду гулять, а вам нужно русский отряд подозвать. Все русские воины поляков убьют, а после меня к вам домой доведут“. Так оно в конце концов и случилось. И довольные селяне поют хвалу соседу, нагулявшемуся с доброжелательными гостями по просторам сцены. Конечно, столь наивная трактовка образов и героев, и врагов не могла удовлетворить проснувшееся в России чувство патриотического самосознания, она не достигала ожидаемого трагедийного пафоса. Поэтому можно сказать, что нового музыкального творения на ту же тему уже ждали». 
Этим новым музыкальным творением стала опера с аналогичным названием молодого композитора Михаила Глинки. Кавос не только согласился принять к постановке новую оперу, которая явно конкурировала с его собственной, но и стал её первым дирижёром; премьера состоялась 9 декабря 1836 года и стала последней работой для К. Кавоса. Композитор не убрал из репертуара своё произведение и обе оперы шли на одной сцене. Более того, некоторые актёры исполняли одни и те же партии в разных спектаклях. До середины XIX века обе оперы постоянно исполнялись на столичных сценах, а в 1850-х годах произведение Кавоса пользовалось даже большей популярностью, чем опера Глинки. Одним из актёров, участвовавших в обеих постановках, был Осип Петров, ученик Кавоса. В обоих спектаклях с одинаковым сюжетом он исполнял одну и ту же роль — главную партию Ивана Сусанина и прославился исполнением в обеих постановках.
В начале XX века в некоторых театрах было несколько попыток восстановить оперу Кавоса, однако все они оказались тщетны, так и не завершившись постановкой спектакля.
Фрагменты из оперы в концертном исполнении доступны и их можно слушать.

## Список произведений

### Оперы
- четвёртая часть «Русалки» (1806);
- комическая опера «Беглец от своей невесты» (либретто А.Шаховского, 3 акта, 1806);
- «Илья-Богатырь» (либретто Ивана Крылова, пост. 1807 г.);
- «Крестьяне или встреча незваных» (либретто Датского, 2 д., совместно с Бюланом, 1814);
- «Иван Сусанин» (либретто А.Шаховского, 1815)
- «Вавилонские развалины» (3 д., 1818);
- «Добрыня Никитич» (3 д., 1818, совместно Антонолини);
- «Жар птица» (3 д., либрретто Языкова, совместно с Антонолини, 1822);
- «Светлана» (либретто Жуковского, 2 д., 1822)
- «Новая суматоха» (комическая опера в 2 д.; pasticcio из прежних опер Кавоса и других; либретто Шаховского, 1823);,
- «Юность Иоанна III» (5 д., сюжет Зотова, 1823);
- «Пьемонтские горы или Чортов мост» (3 д., совместно Ленгардом, 1825);
- «Мирослава или костер смерти» (1827).

Оперы-водевили:
- «Три брата горбуны» (1808 либретто К-а, перев. с франц. Лукницкого);
- «Казак-стихотворец» (либретто Шаховского, 1812).

### Балеты
- «Дон Кихот», балет в двух актах, балетмейстер Шарль Дидло, Большой Каменный театр, 27 мая 1808[25]
- «Зефир и Флора», балетмейстер Шарль Дидло, 1808
- «Амур и Психея», балетмейстер Шарль Дидло, 1810
- «Любовь к отечеству», балетмейстеры Иван Вальберх и Огюст, 1813—1814
- «Ацис и Галатея», балетмейстер Шарль Дидло, 1815
- «Карлос и Розальба», балетмейстер Шарль Дидло, 1817
- «Приключение на охоте», балет в 3-х действиях, балетмейстер Шарль Дидло, 2 декабря 1818
- «Хензи и Тао, или Красавица и Чудовище», балетмейстер Шарль Дидло, 1819
- «Рауль де Креки, или Возвращение из крестовых походов», балетмейстер Шарль Дидло, 1819
- «Кавказский пленник», балетмейстер Шарль Дидло, 1822
- «Роланд и Моргана», 1825
- «Федра» (совместно с Туриком), балетмейстер Шарль Дидло, 1825
- «Сатана» (совместно с Туриком и Шелиховым), 1825

### Музыкальные номера к пьесам
- «Любовная почта» (1806),
- к переводной комедии «Мнимый невидимка» (перевод с немецкого Шелера, 1813),
- «Откупщик Бражкин» (комедия А. Шаховского, 1815),
- «Александр и София» (пьеса А. Шаховского)
- «Сокол кн. Ярослава» (пьеса А. Шаховского)
- «Ивангоэ» (пьеса А. Шаховского по книге Вальтера Скотта)
- «Буря» (пьеса Шекспира, переделка А. Шаховского)
- «Женщина лунатик» (пьеса А. Шаховского)
- «Фингал» (драматическая поэма А. Шаховского),
- «Аристофан» (пьеса А. Шаховского)
- «Керим-Гирей» (пьеса А. Шаховского)
- Музыкальные компиляции к опере «Гений и Турбиель» (пер. с франц., 1828), к пьесе «Давид Теньер» (1832, Москва), «Семела» Жандра (1832) и др.

### Песни
- Патриотические куплеты для русских войск, вернувшихся с победой из Франции (1815), которые ещё в течение ряда лет исполнялись в столицах в инвалидных концертах.
- Аранжирование из малороссийских песен[7]

## Значение творчества Кавоса
Отмечая огромное значение Кавоса для развития русского театра как мастерского дирижёра и педагога, Музыкальная энциклопедия называет его музыку мало оригинальной: она красива, отвечает вкусам времени, но как композитор К.Кавос не сделал явных открытий.
Театральная энциклопедия подчеркивает, что, не обладая крупным композиторским даром, Кавос «уловил потребности русского общества в создании национального музыкального театра и содействовал этому выбором сюжетов для своих произведений», и особо оценивает человеческие качества, когда признав превосходство оперы Глинки «Иван Сусанин» над собственной, Кавос сам вывел глинковскую оперу на сцену.
В Энциклопедическом словаре Брокгауза и Ефрона охарактеризовано творчество Кавоса так: «В сущности, это была так называемая капельмейстерская музыка, со всеми её достоинствами и недостатками. От всякого новаторства Кавос был далек; оперы его по форме не поднимались выше Singspiel — водевиля с куплетными ариями, очень редкими ансамблями и диалогом вместо речитатива. Только оркестровка Кавоса была звучнее и богаче, чем у его предшественников (так, он первый стал у нас употреблять тромбоны). Национальный элемент в операх Кавоса не шел дальше, чем у предшествовавших ему композиторов, и заключался частью в употреблении народных мотивов, частью в подделке под них, в установившемся уже quasi-русском стиле, с западной (итальянской) гармонизацией и проистекающими отсюда мелодическими уклонениями».
Не музыкальными новаторствами вошёл Катерино Кавос в историю культуры России. Он был великим талантливым музыкальным профессионалом, и этот профессионализм привнес в русскую музыку.
Искреннее усердие в работе, участие во всех музыкальных дворцовых мероприятиях, благородство по отношению к окружающим его людям — всё это порождало благосклонность всех трех императоров, которым выпало править в это время: Павла І, Александра I и Николая І, весьма благоволила к Кавосу супруга императора Павла Петровича, императрица Мария Фёдоровна. Кавос получил чин 9-го класса и ордена св. Владимира 4 степени и св. Анны 3 степени — для музыканта и вообще для артиста эти награды, по тому времени, считались беспримерными. П. А. Каратыгин называет его покровителем и отцом для беднейших музыкантов, которым зачастую он помогал своими деньгами.
Среди учеников Катерино Кавоса — Софья Биркина-Каратыгина, Анна Петрова-Воробьёва, Осип Петров, Василий и Софья Самойловы, Мария Степанова, Александра Иванова, Елизавета Сандунова, Нимфодора Семенова, Григорий Климовский, Пётр Злов и многие другие.
Влияние Катерино Кавоса на развитие музыкальной культуры России чрезвычайно велико. Он стал не только автором многих музыкальных произведений и главным капельмейстером Императорских театров, — он умел разглядеть и привлечь молодые таланты и всячески помогал им. Он помог Глинке в постановке его оперы, тем самым открыв путь молодому одарённому композитору; его неутомимыми хлопотами молодая певица Анна Воробьёва была выдвинута из хористок в солистки театра и стала одной из самых выдающихся русских певиц; с его учеников началась плеяда великих русских вокалистов. Огромную роль в культуре России сыграли и его потомки.

## Семья и потомки
Жена:
- Камилла Бальони (1773—1832) — итальянка, певица театральных трупп в Санкт-Петербурге.

Дети:
- Альберт Кавос (1800—1863) — архитектор, строитель Мариинского театра в Санкт-Петербурге и Большого театра в Москве.
- Стефания Кавос (1801—1835)
- Иван (Джованни) Кавос (1805—1861) — режиссёр итальянской оперы в Санкт-Петербурге; был женат на балерине Елизавете Фёдоровне Эраш.

Внуки:
- Станислав Альбертович (1823—1875)
- Цезарь Альбертович (1824—1883) — архитектор
- Константин Альбертович (1825—1890) — дипломат, тайный советник, участник заключения мира с Персией
- Камилла Альбертовна (1828—1891)
- Софья Альбертовна (1841—1865) — замужем за правоведом М. И. Зарудным;
- Михаил Альбертович (1842—1898) — секретарь земской управы; входил в Шекспировский кружок;
- Иван Альбертович (1846 — ок. 1895) — гражданский чиновник в Кутаиси.
- Екатерина Ивановна (1843—?)
- Камилл Иванович (1843—1900)
- Альберт Иванович Кавос (1847—1898) — юрист
- Стефан Иванович Кавос (1850 —1906) — капитан итальянской армии, чемпион Петербурга в состязаниях на эспадронах

Правнуки:
- Леонтий Николаевич Бенуа — архитектор
- Альберт Николаевич Бенуа — художник и архитектор
- Александр Николаевич Бенуа — театральный художник
- Владимир Альбертович Кавос — актёр провинциальных театров в советское время

Праправнуки:
- Стефан Евгеньевич Кавос — предприниматель.
- Зинаида Серебрякова — художница.
- Христиан Владимирович Кавос — инженер-физхимик, участник обороны Ленинграда.

Прапраправнуки:
- Питер Устинов — британский актёр и писатель.